# 3 Pułk Artylerii Polowej (Cesarstwo Niemieckie)

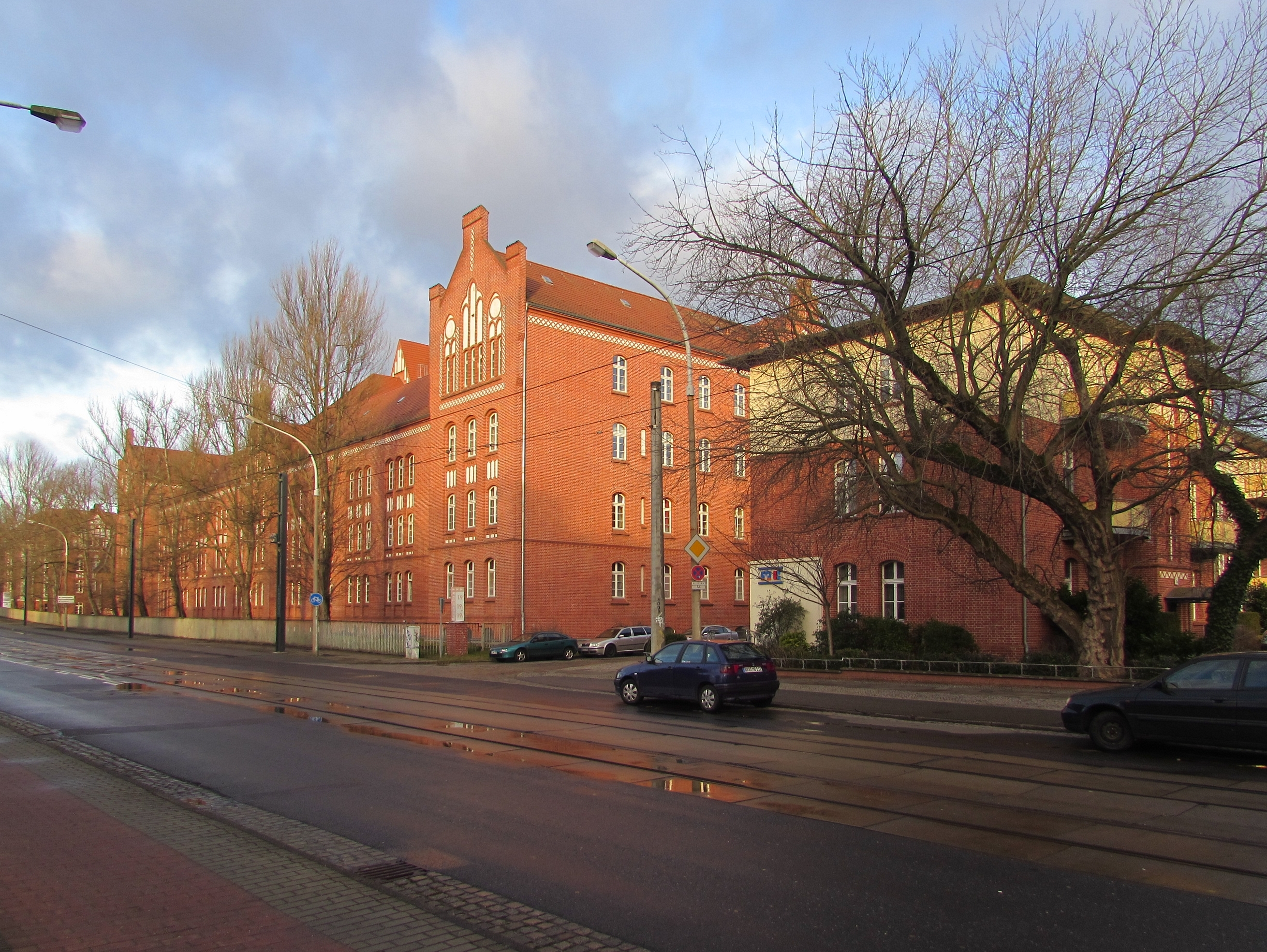
Koszary pułku

3 pułk artylerii polowej (1 Brandenburski) (niem. Feldartillerie-Regiment „General-Feldzeugmeister“ (1. Brandenburgisches) Nr. 3) – oddział artylerii niemieckiej okresu Cesarstwa Niemieckiego.

## Historia
Pułk został sformowany 29 lutego 1816. Stacjonował w Brandenburgu nad Hawelą. Wchodził w skład III Korpusu Armijnego .
W 1914 był w strukturach 6 Brygady Artylerii z 6 Dywizji Piechoty.
W momencie rozpoczęcia I wojny światowej, w sierpniu 1914 pułk  według etatu liczył 1368 żołnierzy, dzielił się na dwa bataliony po trzy baterie i dysponował 36 działami.

Od marca 1915 wszystkie nowe dywizje formowane były według „wzoru 1915”, a od czerwca 1917 przekształcono według niego wszystkie pozostałe. Od kwietnia 1915 pułk artylerii polowej liczył etatowo 24 działa rozmieszczone w dwóch batalionach. 

Po kolejnych restrukturyzacjach w 1917, pułk artylerii polowej składał się z dwóch batalionów polowych po 12 dział oraz batalionu haubic wyposażonych w 12 haubic.